# Tricrania sanguinipennis
Tricrania sanguinipennis is een keversoort uit de familie van oliekevers (Meloidae). De wetenschappelijke naam van de soort is voor het eerst geldig gepubliceerd in 1824 door Say.